# Кубизъм
Кубизмът е течение в изкуството, което се характеризира с пълно отрицание на класическата концепция за красотата. Не се спазват пропорциите, органичната цялост и завършеността на живите модели и материалните обекти. Вместо обектите да се разглеждат от един фиксиран ъгъл, те се раздробяват на множество фасети, така че могат да се видят няколко различни аспекта едновременно.
Движението води началото си от 1906 г. и неговите първи представители са французинът Жорж Брак и испанецът Пабло Пикасо. И двамата живеят в парижкия квартал Монпарнас и са повлияни от творбите на Пол Сезан, африканското племенно изкуство и либерийската скулптура.
Терминът „кубизъм“ е използван за пръв път през 1908 г. от френския критик Луи Воксел. Той бързо придобива гражданственост, въпреки че Жорж Брак и Пабло Пикасо дълго време се въздържат от употребата му.

## По-важни представители
- Жорж Брак, художник и скулптор (1882 – 1963)
- Хуан Грис, художник (1887 – 1927)
- Робер Делоне, художник (1885 – 1941)
- Марсел Дюшан, художник (1887 – 1968)
- Паул Клее, художник (1879 – 1940)
- Фернан Леже, художник (1881 – 1955)
- Жак Липшиц, скулптор (1891 – 1973)
- Пабло Пикасо, художник и скулптор (1881 – 1973)
- Любов Попова, художник (1889 – 1924)
- Марк Шагал, художник (1887 – 1985)
- Димитър Буюклийски, художник (1943)